# Матевосян, Шогер Грантовна
Шогер Грантовна Матевосян (арм. Շողեր Մաթեվոսյան, 24 сентября 1962, Ереван, Армянская ССР, СССР) — армянская общественная деятельница и журналистка.
- 1980—1985 — Ереванский государственный университет. Филолог.
- 1986—1988 — была стажёром Ереванского государственного университета.
- С 1991 — председатель армянского издательства «Огостос».
- 1995—1999 — депутат парламента. Член постоянной комиссии по финансово-кредитным, бюджетным и экономическим вопросам. Председатель общественно-политической организации «Шамирам».
- С 1996 — главный редактор газеты «Чорорд ишхануцюн» — Четвёртая власть.

## Семья
Жена бывшего депутата и пресс-секретаря президента Армении Левона Зарубяна. Отец — Матевосян, Грант Игнатьевич, писатель.